# Robotech (jeu de rôle)
Le jeu de rôle Robotech utilise le système Palladium ; il suit la ligne Robotech (Carl Macek/Harmony Gold). En 2018, la licence Robotech prend fin et n'est pas renouvelée. En juillet 2018, la licence est reprise par l'éditeur Strange Machine Games (SMG)

## Édition Palladium Books

### Classes de personnages
Le jeu propose d'incarner principalement des personnages militaires, les classes (OCC, occupational character classes) proposées sont :
- pilote de destroïde (destroid pilot)
- pilote de varitech (veritech fighter pilot)
- ingénieur de communications (communication engineer)
- ingénieur électricien (electrical engineer)
- scientifique de terrain (field scientific)
- ingénieur en génie mécanique (mechanical engineer)
- spécialiste militaire (military specialist)

### Ouvrages
Le jeu se compose des livres suivants :
- Robotech: The Role-Playing Game (1986)
- Book II: RDF Manual (1987)
- Book III: Zentraedi (1987)
- Book IV: Southern Cross(1987)
- Book V: Invid Invasion (1988)
- Book VI: The Return of the Masters (1989)
- Book VII: New World Order (1995)
- Book VIII: Strike Force (1995)
- Adventures: Lancers' R.O.C.K.E.R.S. (1989)
- Adventures: Ghost Ship (1989)
- Adventures: RDF Accelerated Training Program (1989)
- Adventures: Zentraedi Breakout (1994)
- Robotech II: The Role-Playing Game — The Sentinels (1987)
- Robotech II: REF Field Guide (1989)

### Macross II
Le jeu de rôle Macross II utilise aussi le système Palladium.
Il se compose des livres suivants :
- Macross II: The Role-Playing Game (1993)
- Macross II: Sourcebook One (1993)
- Macross II: Deck Plans Vol. 1 (1994)
- Macross II: Deck Plans Vol. 2 (1994)
- Macross II: Deck Plans Vol. 3 (1994)

### Robotech: The Shadow Chronicles
Une nouvelle version du jeu, Robotech The Shadow Chronicles RPG, est parue en août 2008.